# Jamie Sharper
Harry James Sharper, Jr. (Richmond, Virgínia, 23 de novembro de 1974) é um ex-jogador profissional de futebol americano estadunidense que foi campeão da temporada de 2000 da National Football League jogando pelo Baltimore Ravens.É irmão do também jogador Darren Sharper.